# Motörhead
Motörhead je bio britanski rock sastav iz Londona, osnovan 1975. godine. Najveći je uspjeh doživio krajem 1970-ih i početkom 1980-ih, albumima Overkill, Bomber, Ace of Spades i No Sleep 'til Hammersmith. Stilski je nastao iz skupina Hawkwind i Pink Fairies, a uzori članovima bili su Beatlesi, Eddie Cochran, Little Richard i drugi. Motörhead se smatra modernim, progresivnim rock n' roll sastavom. Jedini izvorni član bio je basist, pjevač i skladatelj Ian Fraser "Lemmy" Kilmister sve do njegove smrti 28. prosinca 2015. godine. Na pitanje novinara bubnjar 
Mikkey Dee odgovorio je da je Motörhead bio Lemmy i da sastav više neće biti aktivan, što je dan kasnije potvrdio i Phil Campbell.

## Povijest sastava
Motörhead će se najbolje shvatiti ako se krene od samoga početka njihovog djelovanja, dakle od svih sastava u kojima su svirali budući članovi Motörheada, gdje se polako formirao njihov stil. Shvatiti njihov stil se može na način da se krene slušati Rockin Vickers, Sam Gopal, Hawkwind, Pink Fairies pa tek onda prvi album "On parole" pa sve prema zadnjem albumu, znači doslovno tim redosljedom. Lemmy je svirao u sastavima Rockin Vickers (gdje je snimio jedan album), Sam Gopal (album Escalator), te Hawkwind (albumi: Hawkwind, In Search of Space, Doremi Fasol Latido, Space ritual, Hall of the Mountain Grill i Warrior on the Edge of Time). 
Lemmy nije svirao na prva dva Hawkwind-ova albuma ali su ta prva dva albuma stilski ista i izuzetno bitna za Hawkwind pa pritom kasnije i za Motorhead. Tu je još i sastav Pink Fairies u kojima je svirao njihov prvi gitarist Larry Wallis, te s njima snimio sljedeće albume osim prva dva na kojima je nastupio Paul Rudolf, inače Paul Rudolf je 1975. zamijenio Lemmy-a u Hawkwind-u, a Paul Rudolfa je zamijenio Larry Wallis u Pink Fairies-u. Albumi su: Never Never Land, What a Bunch of Sweeties, Kings of Oblivion, Live at the Roundhouse 1975 i Kill ´Em and Eat ´Em. Motorhead je nemoguće i potpuno krivo usporedjivati ili stavljati u istu skupinu glazbenika kao što su metal grupe. 
Motorhead-e ako ih se želi već s nekim trpati u isti koš onda ih se jedino može stavljat s grupama iz kojih su nastali i s takvim vrstama glazbe i skupinama kao što su Pink Fairies, Hawkwind, Deviants itd. Inače, polovica prvog Motörheadovog albuma On Parole sadrži pola skladba od sastava Hawkwind i Pink Fairies, što ukazuje na utjecaj tog progresivnog rock stila i garage rock stila na Motörhead. Kada se Motörhead posluša ovakvim redoslijedom onda postaje jasno zašto Lemmy i ostali članovi sastava od samih početaka govore "Motörhead je rock n' roll, a ne (heavy) metal. Oduvijek smo rock n' roll... rock n' roll je bučan, rock n' roll je brz i to smo mi..." Iz tog razloga je potpuno krivo ih smatrati metal bandom. Kako Lemmy kaže da se jedino Motorhead može opisati je "rock n roll or hard rock is fine, I guess..."
Motörhead je nastao prije metala i punka. Službeno, metal je nastao kao "British heavy metal movement" u 1980. godini, punk službeno u 1977., dok je Motörhead nastao 1975. godine. Njihova se glazba može opisati kao "prljavi i bučni rock and roll". Njihova životna filozofija slična je onoj koju su imali hipiji, kontra plemenskog načina razmišljanja, ljudskog primitivizma, političara i drugog. Sveprisutan je humor u stilu Montyja Pythona, čak je i Michael Palin gostovao i održao govor na njihovom albumu Rock 'n' Roll.

## Članovi
Konačna postava
- Lemmy Kilmister - vokal, bas-gitara (1975. – 2015.)
- Phil Campbell - gitara, prateći vokali (1984. – 2015.)
- Mikkey Dee - bubnjevi (1992. – 2015.)

Bivši članovi
- Lucas Fox - bubnjevi (1975.)
- Philthy Animal - bubnjevi (1976. – 1984., 1987. – 1992.)
- Pete Gill - bubnjevi (1984. – 1987.)
- Larry Wallis - gitara (1975. – 1976.)
- "Fast" Eddie - gitara (1976. – 1982.)
- Brian Robertson - gitara (1982. – 1983.)
- Würzel - gitara (1984. – 1995.)

## Diskografija
Studijski albumi
- Motörhead (1977.)
- Overkill (1979.)
- Bomber (1979.)
- On Parole (1979.)
- Ace of Spades (1980.)
- Iron Fist (1982.)
- Another Perfect Day (1983.)
- Orgasmatron (1986.)
- Rock 'n' Roll (1987.)
- 1916 (1991.)
- March ör Die (1992.)
- Bastards (1993.)
- Sacrifice (1995.)
- Overnight Sensation (1996.)
- Snake Bite Love (1998.)
- We Are Motörhead (2000.)
- Hammered (2002.)
- Inferno (2004.)
- Kiss of Death (2006.)
- Motörizer (2008.)
- The Wörld Is Yours (2010.)
- Aftershock (2013.)
- Bad Magic (2015.)

## Vanjske poveznice
- Službena stranica (engl.)

### Ostali projekti
|  | Zajednički poslužitelj ima još gradiva o temi Motörhead |